# Chaetocalyx blanchetiana
Chaetocalyx blanchetiana är en ärtväxtart som först beskrevs av George Bentham, och fick sitt nu gällande namn av Velva Elaine Rudd. Chaetocalyx blanchetiana ingår i släktet Chaetocalyx och familjen ärtväxter. Inga underarter finns listade i Catalogue of Life.